# Interpretación de roles
La interpretación de roles o roleplay es el cambio del comportamiento de un individuo para asumir o interpretar un papel o rol de un personaje o grupo que pueden tener personalidades, motivaciones y trasfondos diferentes de los suyos. También se conoce como técnica de dramatización, simulación o juego de roles.
Consiste en que dos o más personas representen una situación o caso concreto de la vida real, actuando según el papel que se les ha asignado y de tal forma que se haga más vivido y auténtico.

## Diferencia con la interpretación artística
Este tipo de actividad es muy cercana a la interpretación artística, pero debe diferenciarse de esta aunque en las dos se interpretan papeles (o roles). La diferencia con la interpretación artística es que los actores se ciñen a una historia lineal, determinada por un guion, y el director no puede interrumpir la obra que se debe interpretar hasta el final determinado por un autor, generalmente externo al grupo. Además, la interpretación artística es hacia un público que, salvo excepciones, no participa sino que se limita a contemplar y valorar la interpretación de actores, músicos o cantantes de una obra que es en sí un producto artístico independiente de la representación.
La interpretación de roles es más libre que esta ya que no existe guion para los participantes pero sí una delimitación de circunstancias y entornos controlados por un árbitro o juez que puede dar por terminada la interpretación cuando se alcanza un fin determinado. Además, la interpretación de roles es cooperativa y todos sus participantes son actores. Los roles son aproximaciones de cómo se comprende e interpreta conceptos, valores, una determinada personalidad, etc.

## Elementos y tipos de interpretación de roles
Los elementos fundamentales de la interpretación de roles son la cooperación entre todos sus participantes durante el proceso, la incorporación de un conflicto sobre el que "actuar" (salvo en los juegos sexuales) y la asignación de papeles, la presencia de un árbitro que delimite el entorno y la circunstancia a recrear junto con la intencionalidad de la misma para conseguir una finalidad u objetivo determinado tras una sesión. 
La interpretación de roles puede referirse a:
- Una actividad destinada al entrenamiento en ámbitos militares, políticos y empresariales.
- Una amplia variedad de juegos que incluyen a los videojuegos de rol y los juegos por correo.
- Una herramienta terapéutica para solventar problemas psicológicos.
- La interpretación de roles en general en un ambiente educativo.
- Los juegos de rol en específico.[1]

## Juego de rolescomo herramienta de aprendizaje y terapia
Los ejercicios de simulación e interpretación de roles son uno de los métodos educativos más viejos, habiendo sido usados en la antigüedad y desde una edad temprana (niños pequeños interpretan el rol del "doctor" y la "enfermera", de "clientes" y "tenderos", etc.). Han sido usados extensivamente en situaciones de entrenamiento vocacional y en cursos vocacionales de educación superior (Economía, Leyes, Medicina, etc.) desde la década de 1960.
En estos ámbitos profesionales se usa profusamente el término juego de roles para diferenciarlo del juego de rol que tiene como fin exclusivo el ocio lúdico interpretativo. Asimismo también se utilizan los términos de psicodrama y dramaterapia.
Estos ejercicios entran dentro de la categoría de simulaciones de procesos sociales de múltiple agenda. En tales simulaciones, "los participantes asumen roles individuales dentro de un grupo social hipotético y experimentan la complejidad de establecer e implementar metas particulares dentro del tejido establecido por el sistema".
La tradición del psicodrama dentro de la psicoterapia, fundada en mayor parte por Jacob Levi Moreno durante los años 1920, emplea la interpretación de roles y la actuación de escenas en la oficina de un terapeuta o en un ambiente grupal, como técnica terapéutica. Durante las décadas de 1930 y 1940, bajo la influencia de Roger Caillois y Johan Huizinga, el aspecto lúdico del psicodrama empezó a enfatizarse y ya durante los años 1960 no es raro que sea llamada terapia de juego (o juego de roles), y que se enfoque en el aspecto lúdico-educativo, especialmente cuando es usada con niños.

## De entrenamiento
En el mundo de la empresa, sobre todo en los equipos comerciales, se utilizan la interpretación de roles para mejorar los procesos propios del diseño, producción, distribución, promoción y venta de un artículo determinado. Con este tipo de actividades se busca la comprensión de distintos departamentos de los problemas de los demás, ya que suele utilizarse para que los empleados comprendan las dificultades de sus compañeros o para prepararles ante situaciones desconocidas o predeterminadas. El objetivo final de este tipo de interpretación de roles es el entrenamiento para la mejora de la efectividad de la plantilla y los procesos productivos internos.
Otra tradición de la interpretación de roles, cercana a la interpretación artística, se encuentra en el teatro improvisacional. En cierto sentido esto se remonta a la tradición de la Commedia dell'Arte del siglo XVI. El teatro improvisacional moderno nació en los salones de clase con los "juegos teatrales" de Viola Spolin y Keith Johnstone en los años 50 del siglo XX. Viola Spolin, quien fue miembro fundador de la famosa tropa de comedia Second City, insistió en que sus ejercicios eran juegos, y que involucraban la interpretación de roles ya en 1946, pero pensó en ellos como herramienta para entrenar actores y comediantes en lugar de hacerlos divertidos por sí mismos. Por ello se diferencian de la propia interpretación de una obra determinada, que tiene en sí un fin artístico y, por tanto, superior a esta herramienta.
Desde los años 20 del siglo pasado, la interpretación de roles ha sido utilizada en contextos de política y relaciones internacionales, incluyendo organizaciones modeladas tras la Liga de las Naciones, lo que dio como fruto el modelado de simulaciones de las Naciones Unidas. Los juicios falsos y las simulaciones de legislatura son también buenos ejemplos de interpretación de roles políticos. En general, las metas educativas, las metas políticas reales y las metas de entretenimiento han sido importantes para la interpretación de roles políticos.
La interpretación de roles ha sido una parte importante del entrenamiento militar desde el siglo XIX. El término prusiano para ejercicios de entrenamiento militar en vivo es kriegspiel o "Juegos de Guerra", lo que hoy se llaman juegos de guerra de Comité.

## Usos lúdicos e históricos
La interpretación de roles en la forma de la recreación histórica ha sido practicada por adultos durante milenios. Los antiguos romanos, los chinos durante la dinastía Han y los europeos medievales, disfrutaron organizando eventos ocasionalmente en los cuales todos pretendían ser de una época más antigua, y pareciera que el motivante principal de estas actividades fue el entretenimiento. A partir del siglo XX, la recreación histórica ha sido tratada como un pasatiempo. Sin embargo, gracias a ella se han podido recrear tácticas y hábitos del pasado que han servido como herramienta para investigar científicamente la tecnología de los pueblos históricos, sobre todo por la arqueología.

### Juegos de rol
Un juego de rol es un tipo de juego en el cual los participantes asumen los roles de personajes y crean narraciones de forma colaborativa. Los participantes determinan las acciones de sus personajes basados en su caracterización y las acciones pueden o no tener éxito dependiendo de un sistema formal de reglas y escenarios determinados que son juzgados por un árbitro de juego. Cumpliendo las reglas los participantes son libres de improvisar y sus elecciones dan forma a la dirección y el resultado de la historia que se interpreta. En los juegos de rol el único fin es la diversión de todos los participantes, aunque se producen efectos similares al entrenamiento en habilidades sociales y otras indeterminadas dependiendo del interés del jugador. Por último, reseñar que los juegos de rol no son competitivos, sino cooperativos, con lo que no existen ganadores ni perdedores..

## Uso sexual
Es una forma de interpretación de roles en la cual los participantes asumen de mutuo acuerdo papeles en una situación simulada que provee satisfacción sexual para la pareja; estos pueden ser una maestra y su pupilo, ejecutivo y secretaria, etc. Los roles sexuales son comunes en BDSM, y es integral en todas las formas pseudónimas o anónimas de cibersexo. En este tipo de juegos el conflicto no es necesario para hacer de motor de la historia, puesto que el deseo lo sustituye y la satisfacción sexual es el fin en sí mismo. En el momento en que surge un conflicto entre el deseo de uno y la apetencia de otro la interpretación suele y debe terminarse, para lo que se suele usar un código entre las personas que interactúan en esta circunstancia.